# 1871 في فرنسا
فيما يلي قوائم الأحداث التي وقعت خلال عام 1871 في فرنسا.

## أحداث
- 18 مارس – كومونة باريس

## سياسة

### تعيين في المنصب
- 1 يناير – برتلمي سنت هيلار General secretary of the Presidency of the Republic  [لغات أخرى]‏.
- 3 فبراير – جوزيبي غاريبالدي نائب فرنسي.
- 8 فبراير – هيبوليت فرانسوا جوبيرت نائب فرنسي.
- 19 فبراير – جول أرمان دوفور head of government of France ‏.
- 2 يوليو – موريس روفييه نائب فرنسي.
- 31 أغسطس – أدولف تيير رئيس فرنسا.

### انتهاء فترة المنصب
- 1 يناير – آرثر دو غوبينو عضو المجلس العام  [لغات أخرى]‏.
- 22 يناير – لويس جول تروشو رئيس فرنسا،head of government of France ‏.
- 18 فبراير – جوزيبي غاريبالدي نائب فرنسي.
- 5 يونيو – جول فيري رئيس بلدية [الإنجليزية]‏، عمدة باريس [الإنجليزية]‏.

## ظهور
- 1 يناير – حول العالم في ثمانين يوما رواية من تأليف جول فيرن.
- 1 يناير – نشيد الأممية

## مواليد

### يناير
- 7 يناير – إيميل بوريل

### مارس
- 7 مارس – لويس دي روبرت كاتب فرنسي.
- 10 يوليو – مارسيل بروست

### مايو
- 6 مايو – فيكتور غرينيار كيميائي فرنسي.
- 27 مايو – أنتونين جوسن
- 27 مايو – جورج رووه رسام فرنسي.

### يوليو
- 10 يوليو – مارسيل بروست

### أغسطس
- 22 أغسطس – إميل أندريه مهندس معماري فرنسي.
- 29 أغسطس – ألبير فرانسوا لوبران

### أكتوبر
- 30 أكتوبر – بول فاليري

## وفيات

### يناير
- 1 يناير – أرماند بيير كوسان دي برسفال (مواليد 1795)
- 16 يناير – جاك لوي راندون (مواليد 1795)
- 20 يناير – بيير أليكسيس بونسون دو ترايل (مواليد 1829) كاتب فرنسي.
- 28 يناير – إدوار لارتيه (مواليد 1801)

### مايو
- 12 مايو – أنسيلم باين (مواليد 1795) كيميائي فرنسي.
- 13 مايو – دانييل أوبيه (مواليد 1782) ملحن فرنسي.

### يونيو
- 13 يونيو – روبرت هوديني (مواليد 1805)
- 22 يونيو – شارل أنطوان لومير (مواليد 1800) عالم نبات فرنسي.